# Kredyt konsumpcyjny
Kredyt konsumpcyjny – kategoria kredytów obejmująca kredyty zaciągane w rachunku karty kredytowej, kredyty ratalne na cele konsumpcyjne i pozostałe kredyty na cele konsumpcyjne dla osób prywatnych. Ten rodzaj zobowiązania nie został zdefiniowany przez przepisy jakiejkolwiek ustawy, a jego nazwa funkcjonuje jedynie w języku potocznym.
Prawo do przyznawania kredytów konsumpcyjnych posiadają jedynie banki. Klient wnioskujący o ten rodzaj kredytu nie musi ujawniać celu finansowania i może przeznaczyć otrzymane środki na dowolne potrzeby.
Zabezpieczenie kredytu stanowią najczęściej dochody kredytobiorcy lub poręczenia innych osób, a wysokość kredytu zależy od możliwości spłaty przez osobę zaciągającą kredyt.